# 558
| 558                |
| ------------------ |
| Dødsfald - Fødsler |
|                    |

| Gregoriansk kalender | 558 DLVIII              |
| Ab urbe condita      | 1311                    |
| Armensk kalender     | 7 ԹՎ Է                  |
| Kinesiske kalender   | 3254 – 3255 丁丑 – 戊寅 |
| Etiopisk kalender    | 550 – 551               |
| Jødisk kalender      | 4318 – 4319             |
| Hindukalendere       |                         |
| - Vikram Samvat      | 613 – 614               |
| - Shaka Samvat       | 480 – 481               |
| - Kali Yuga          | 3659 – 3660             |
| Iransk kalender      | 64 BP – 63 BP           |
| Islamisk kalender    | 66 BH – 65 BH           |

## Begivenheder
- Kuplen på Hagia Sophia i Konstantinopel styrter sammen ved jordskælv

## Dødsfald
- Wikimedia Commons har flere filer relateret til 558

| År | Spire Denne artikel om et år, årti, århundrede eller årtusinde er en spire som bør udbygges. Du er velkommen til at hjælpe Wikipedia ved at udvide den. |